# Nicànor d'Egipte
Nicànor  (en grec Νικάνωρ) va ser amic i general de Ptolemeu I Sòter d'Egipte.
Aquest rei el va enviar l'any 320 aC a Celesíria i Fenícia per sotmetre aquests territoris. Nicànor va complir el seu objectiu i va fer presoner a Laomedó de Mitilene, el governador d'aquestes regions, de les quals es va apoderar i va proclamar la sobirania dels Ptolemeus.